# 7958 Лікі
7958 Лікі (7958 Leakey) — астероїд головного поясу, відкритий 5 червня 1994 року.
Тіссеранів параметр щодо Юпітера — 3,883.